# Ninurta-nadin-šumi
Ninurta-nādin-šumi, izvirno mdMAŠ-na-din-MU ali dNIN.IB-SUM-MU, "Ninurta (je) dajalec potomcev", je bil tretji kralj Druge isinske in Četrte babilonske dinastije, ki je vladal sedem let okoli 1127–1122 pr. n. št. Bil je sodobnik asirskega kralja Aššur-reš-išija (vladal okoli 1133-1115 pr. n. št.), s katerim se je spopadal.

## Življenje
Ninurta-nadin-šumijeva povezava z njegovim neposrednim predhodnikom Iti-Marduk-balatujem je negotova. V dveh enakih kratkih napisih, napisanih v njegovem imenu na bodalih iz lorestanskega brona, ima veličasten naslov "kralj sveta, kralj Babilona, kralj Sumera in Akada", ki so ga zvesto posnemali njegovi nasledniki. V to obdobje je poskusno datiran tudi kudurru. V fragmentirani pesnitvi je opis Ninurta-nadin-šumijevega konflikta z asirskim kraljem Aššur-reš-išijem zaradi sporne obmejne pokrajine Dijale in mesta Arbela. Iz napisa je razvidno, da so se Babilonci umaknili (pobegnili) iz Arbele, ko so izvedeli, da se jim približuje asirska vojska.  Čeprav je besedilo preveč razdrobljejo, da bi dalo zanesljivo razlago, vsebuje pomemben podatek, da je babilonska vojska  (emūqīšu) prodrla daleč na sever v osrčje asirske države.
Ninurta-nadin-šumi je morda avtor precej prizanesljivega pisma Aššur-reš-išiju, ohranjenega v dveh delih, v katerem graja asirskega kralja, ker ni počakal na srečanje z njim v obmejnem mestu Zaka: "Če bi me počakal vsaj en dan v mestu Zaka!". Asirskemu kralju grozi, da bo na asirski prestol ponovno postavil predhodnika njegovega predhodnika Ninurta-tukulti-Ašurja, ki naj bi bil po kasnejši kroniki sprejet v izgnanstvu v Babilonu, potem ko ga je strmoglavil Mutakil-Nusku. Besedilo omenja tri osebe: služabnika Kunutuja, njegovega gospodarja Ašur-šumu-liširja, morda še enega kandidata za asirski prestol, in habiruja Harbi-šipaka, ki je bil morda odposlanec babilonskega kralja. Ker osebe niso omenjene v nobenem drugem primarnem viru, so njihove vloge nezanesljive.
V starem veku so ga poznali predvsem kot očeta svojega naslednika, slavnega kralja 
Nabû-kudurrῑ-uṣurja I., bolj znanega pod njegovim hebrejskim imenom Nebukadnezar I. Njegovi nasledniki so vladali še tri generacije. Sedmi in zadnji kralj v dinastiji je bil Marduk-šapik-zeri (vladal okoli 1077–1065 pr. n. št.).

## Napisi
1. ↑  Babilonski Seznam kraljev C, 3.
2. 1 2  Bodalo, Musée du Louvre, L. 36 cm; drugo bodalo na Tehran art market.
3. ↑  Synchronistic King List, KAV 216, Ass. 14616c, ii 14.
4. ↑  The Chronicle of Aššur-reš-iši, VAT 10281, translation at Livius Arhivirano 2016-06-02 na Wayback Machine..